# Méthyl-coenzyme M réductase
La méthyl-coenzyme M réductase, ou coenzyme-B sulfoéthylthiotransférase, est une enzyme spécifique aux archées méthanogènes. Elle intervient dans la dernière étape de la méthanogenèse pour catalyser la libération du méthane fixé sur la méthyl-coenzyme M, avec l'aide de la coenzyme B et du cofacteur F430 :
CoB–SH + CH3–S–CoM → CoB–S–S–CoM + CH4.